# Blue Jasmine
Blue Jasmine là một bộ phim chính kịch phát hành năm 2013 của Điện ảnh Mỹ, được viết kịch bản và đạo diễn bởi Woody Allen. Bộ phim kể lại câu chuyện về một người phụ nữ Manhattan giàu có và quảng giao (thể hiện bởi Cate Blanchett) trở nên vô gia cư và nghèo túng sau khi chồng cô bị bắt vì gian lận trong kinh doanh. Blue Jasmine phát hành ngày 26 tháng 7 năm 2013 tại New York và Los Angeles.
Blue Jasmine nhận được phản hồi tích cực bởi các nhà phê bình, đặc biệt là cho diễn xuất của Blanchett. Bộ phim còn được cho là có nhiều nét tương đồng với Chuyến tàu mang tên dục vọng của đạo diễn Tennessee William. Không chỉ thành công về nghệ thuật, bộ phim còn thắng lợi ở mặt trận thương mại khi thu về 95 triệu $ so với vốn đầu tư chỉ 18 triệu $. Blanchett đã dành giải Oscar cho Nữ diễn viên chính xuất sắc nhất, đồng thời Sally Hawkins được đề cử cho Nữ diễn viên phụ xuất sắc nhất và Allen được đề cử cho Kịch bản gốc xuất sắc nhất cũng tại giải thưởng này. Ngoài ra, với màn hóa thân xuất sắc vào vai Jasmine, Blanchett cũng giành tất cả các giải thưởng lớn nhất trong năm, bao gồm giải Quả cầu vàng cho nữ diễn viên xuất sắc nhất phim chính kịch, giải của Hiệp hội diễn viên cho nữ diễn viên chính xuất sắc nhất, và giải BAFTA cho nữ diễn viên chính xuất sắc nhất.

## Nội dung
Jasmine (Cate Blanchett) lấy hành lý tại San Francisco sau chuyến bay từ New York trong khi tiếp tục nói chuyện với người phụ nữ ngồi kế trên máy bay về sự vững chắc trong cuộc sống của mình. Sau đó, cô bắt một chuyến taxi tới căn hộ của người em gái Ginger (Sally Hawkins). Tại đây, Ginger đã vô cùng bất ngờ khi biết Jasmine vẫn đi vé hạng thương gia mặc dù tài sản của gia đình cô đã bị phong tỏa.
Jasmine suy nghĩ về lối sống xa hoa trước đây của mình, và mặc dù đã mất hết nhưng cô đang cố gắng để bắt đầu lại với một người đàn ông mới, với điều kiện phải thỏa mãn những thói quen đắt đỏ trước đấy của cô. Và những ký ức dội lại, Jasmine nghĩ về quá khứ khi cô còn sống tại New York với người chồng Hal (Alec Baldwin), một doanh nhân giàu có.
Vài năm về trước, Ginger và người chồng quê mùa của mình Augie (Andrew Dice Clay) ghé thăm New York lần đầu tiên trong nhiều năm. Jasmine cho mượn ô tô cùng người lái xe để đưa họ đi tham quan thành phố, và chi trả mọi chi phí ở khách sạn nhằm tránh cho vợ chồng Ginger lưu lại gia đình mình. Ginger thông báo họ vừa trúng số 200 nghìn $, và Augie đang dự định bắt đầu làm một nhà thầu xây dựng, nhưng Jasmine cùng Hal đã khuyên họ nên đầu tư vào công việc kinh doanh của Hal. Cũng trong những ngày tại New York, Ginger đã trông thấy Hal hôn một người phụ nữ. Người phụ nữ này sau đó xuất hiện tại bữa tiệc sinh nhật Jasmine và lúc này, Ginger nhận ra Hal đang lừa dối Jasmine. Ginger đã tự đấu tranh với bản thân rằng có nên nói mọi thứ với Jasmine, nhưng cô đã quyết định im lặng, hy vọng những điều tốt đẹp cho cuộc hôn nhân của chị mình.
Sự thật cuối cùng đã được phanh phui. Hal là một kẻ lừa đảo và đã đánh mất tất cả số tiền của vợ chồng Ginger. Ginger không trách cứ, nhưng Augie đã buộc Jasmine chịu trách nhiệm về những mất mát này. Hal sau đó đã tự tử sau khi bị bắt vào tù vì tội lừa đảo. Ginger ly hôn với Augie và bắt đầu hẹn hò vơi một người thợ cơ khí tên Chili (Bobby Cannavale)
Jasmine cân nhắc về việc trở thành một người thiết kế nội thất. Cô cần tham gia một khóa học trực tuyến nhưng lại không hề có kỹ năng thao tác trên máy vi tính. Tại lớp học vi tính, Jasmine được một người bạn giới thiệu tới làm việc cho văn phòng một bác sĩ nha khoa (Michael Stuhlbarg), người đã có những đụng chạm nhạy cảm với cô vì khao khát tình dục của mình. Ông ta đã sấn tới và ôm ấp Jasmine, nhưng cô đã đánh lại ông ta và nghỉ việc.
Cuộc đời của Jasmine dường như thăng hoa khi cô gặp người đàn ông góa vợ giàu có, Dwight (Peter Sargaard) tại một buổi tiệc. Dwight là một nhà ngoại giao và đang mong muốn trở thành một nghị sĩ quốc hội. Cũng tại bữa tiệc này, Ginger có một mối quan hệ lãng mạn với Al (Louis C.K.) Jasmine và Dwight trải qua những hương vị ngọt ngào của thứ tình cảm mới chớm nở, mặc dù Jasmine đang nói dối về quá khứ của mình, rằng chồng cô là bác sĩ phẫu thuật và đã chết vì đau tim.
Sau những tháng ngày hạnh phúc, Dwight đưa Jasmine đi mua một chiếc nhẫn đính hôn và tại cửa hàng, cô đã gặp Augie. Augie đã nhắc lại những việc Hal đã làm, đồng thời cũng nói cho cô biết về đứa con trai riêng của cô, Danny (Alden Ehrenreich) đang sống và làm việc cạnh Oakland. Dwight đã shock khi biết rằng Jasmine lừa dối mình, và anh quyết định không mua nhẫn nữa. Trên đường về, Jasmine đòi ra khỏi ô tô, và Dwight đã để cô đứng một mình trên đường. Tại đây, cô đi bộ tới Oakland để gặp Danny. Danny nói với Jasmine rằng cậu coi cô chỉ là một phần của quá khứ, cậu muốn để quá khứ lại sau lưng và không bao giờ muốn gặp lại Jasmine nữa.
Theo dòng hồi tưởng, Jasmine nhớ lại lúc cô khám phá ra những mối quan hệ tình cảm bất chính của Hal, và buộc Hal tội ngoại tình. Hal muốn chia tay Jasmine để đến với một cô gái giúp việc tuổi thành niên. Và trong một giây phút tức giận và không kiếm soát, cô đã gọi cho FBI để mô tả những mối quan hệ lừa đảo trong công việc của Hal. Hành động này đã đẩy Hal vào tù. Danny không tha thứ cho Jasmine vì đã phản bội Hal, mặc dù cậu cũng vô cùng thất vọng vì những việc làm của cha mình.
Jasmine trở lại căn hộ của em gái và thấy Ginger đã quay trở lại với Chili. Cô  và Chili tranh luận gay gắt, và Jasmine vô cùng giận dữ khi Ginger theo phe Chili. Jasmine nói dối Ginger, tuyên bố rằng cô chuẩn bị cưới Dwight và chuyển ra ngoài.
Bộ phim kết thúc với hình ảnh Jasmine đứng trên lề đường, tự nói một mình về cuộc đời mình dưới những ánh mắt tò mò của người đi đường.

## Diễn viên
- Alec Baldwin vai Hal Francis, chồng sau của Jasmine
- Cate Blanchett vai Jeanette "Jasmine" Francis
- Louis C.K. vai Al, tình nhân của Ginger
- Bobby Cannavale vai Chili, bạn trai của Ginger
- Andrew Dice Clay vai Augie, chồng cũ của Ginger
- Sally Hawkins vai Ginger, em gái Jasmine
- Peter Sarsgaard vai Dwight Westlake, bạn trai Jasmine
- Michael Stuhlbarg vai Dr. Flicker, bác sĩ nha khoa
- Tammy Blanchard vai Jane, bạn Jasmine
- Max Casella vai Eddie, bạn Chili
- Alden Ehrenreich vai Danny Francis, con riêng của Jasmine

## Sản xuất
Cuối tháng 3 năm 2012, một nguồn thông tin được tiết lộ cho rằng Cate Blanchett đang được cân nhắc cho vai nữ chính. Thông tin này sau đó đã được xác nhận cùng với toàn bộ dàn diễn viên còn lại vào tháng 6 năm 2012. Bộ phim được quay vào năm 2012 tại New York City và San Francisco. Letty Aronson, Stephen Tenenbaum và Edward Walson đóng vai trò nhà sản xuất. Sony Pictures Classics phân phối bộ phim, đánh dấu lần hợp tác thứ sáu của Allen với công ty này.

## Phát hành
Blue Jasmine có buổi chiếu hạn chế tại 6 rạp tại Los Angeles và New York City ngày 26, tháng 7 năm 2013 và công chiếu rộng rãi vào ngày 23 tháng 8 năm 2013.
Woody Allen từ chối phát hành bộ phim tại Ấn Độ vì ông phản đối các mẩu quảng cáo chống thuốc lá mà chính quyền Ấn Độ yêu cầu các rạp chiếu phim phải phát trước và trong khi trình chiếu sẽ đối lập với hình ảnh các nhân vật hút thuốc.

## Phản hồi
Bộ phim có kế hoạch quảng bá khá hạn chế. Nó thu về 600 nghìn $ sau 3  ngày công chiếu đầu tiên tại 6 rạp, trở thành bộ phim có doanh thu phòng vé trung bình cao nhất của Woody Allen, và cũng trở thành bộ phim có trung bình doanh thu phòng vé mở màn cao nhất năm, đánh bại Spring Breakers. Bộ phim thu được 33 triệu $ tại Mỹ và 62 triệu $ tại nước ngoài, nâng tổng doanh thu lên 95 triệu $.

### Phê bình
Các bài phê bình sớm nhất đều đánh giá rất cao những nỗ lực của Allen, và ca ngợi màn trình diễn của Blanchett như là một trong những vai diễn nặng kĩ nhất của cô, nếu không muốn nói là tốt nhất trong sự nghiệp. David Denby của tờ The New Yorker tuyên bố rằng "đây là bộ phim hay nhất, để lại nhiều dư âm nhất của Woody Allen trong những năm gần đây". Mick LaSalle, cây bút của San Francisco Chronicle, viết rằng "Blanchett trong Blue Jasmine vượt lên trên mọi ánh hào quang, vượt lên trên mọi sự phân tích. Một vai diễn hết sức xuất sắc. Blue Jasmine đem lại tất cả những gì chúng ta hy vọng nhận được từ một bộ phim". Phần trình diễn của Andrew Dice Clay cũng nhận được nhiều lời khen ngợi.
Rotten Tomatoes cho bộ phim 91%, với điểm trung bình 8/10 dựa trên 194 bài phê bình. Bộ phim được chứng nhận "tươi ngon", với lời khen tặng "Blue Jasmine một lần nữa nâng Woody Allen lên trên đỉnh sự nghiệp, với sự trợ giúp của dàn "siêu diễn viên" mà dẫn đầu là Cate Blanchett". Trang Metacritic cho bộ phim 78/100 điểm dựa trên 47 đánh giá.
Nhiều nhà phê bình tuyên bố họ tin rằng bộ phim này của Allen là một sự tưởng nhớ (hay một phiên bản) tới A Streetcar Named Desire của đạo diễn Tennessee Williams do 2 bộ phim có nhiều sự tương đồng về nội dung và nhân vật. Một số nhà phê bình khác tranh luận rằng câu chuyện của Jasmine như một "niềm kiêu hãnh sụp đổ", được dựa trên hình mẫu của Mia Farrow, vợ cũ của Woody Allen. Bộ phim cũng là một sự phản hồi tới cuộc chia tay cay đắng của bọn họ.

## Phát hành DVD
Blue Jasmine được phát hành dưới định dạng Blu-ray và DVD vào ngày 21 tháng 1 năm 2014.